# Guarionex Aquino
Guarionex Aquino Reyes (Mao, República Dominicana, 28 de febrero de 1924 - Santo Domingo, 24 de diciembre de 2010) fue un barítono dominicano, padre del percusionista Guarionex Aquino. 

## Biografía
Su primer contacto académico con la música lo tuvo niño aún, cuando recibió clases con  el profesor Rafael Emilio Arté, de origen español. Más tarde, siendo aún muy joven, se mudó a Santiago de los Caballeros  y se presentó en transmisiones radiales por las emisoras H.I.1. y H.I.9B.
Aquino desarrolló una vasta labor como cantante lírico. En 1946, fue contratado por La Voz del Yuna donde realizó el papel protagónico de la recreación de vida del cantante Eduardo Brito, fallecido en 1945.  En 1951 se presentó en las  "Noches de Ópera" del hoy desaparecido teatro "Olimpia" y en el año 1955 fue barítono del "Réquiem de Fauré" con la "Schola Cantorum" del Convento de los Dominicos.
En los años cincuenta, realizó presentaciones en Curazao, Haití, Canadá y en Estados Unidos, con el grupo de Casandra Damirón. En la década de los setenta se desempeñó como docente en  la academia de La Voz Dominicana y creó la emisora cultural Radio Santa Cruz en Mao, su pueblo natal. 
Aquino falleció el 24 de diciembre de 2010.